# Tetrarch
Tetrarch är ett amerikanskt metalcore-band, bildat 2007 av Diamond Rowe och Josh Fore. Bandets första EP, The Will to Fight, utgavs 2011.

## Nuvarande medlemmar
- Diamond Rowe – sologitarr (2007–)
- Josh Fore – sång, kompgitarr (2007–)
- Ryan Lerner – basgitarr (2009–)
- Rubén Limas – trummor, slagverk (2015–)

## Diskografi
Studioalbum
- Freak (2018)
- Unstable (2021)

EP
- Relentless (2013)

Singlar
- "I'm Not Right" (2020)
- “You Never Listen” (2021)